# Nichirei International Championships
Il Nichirei International Championships è stato un torneo di tennis femminile che si è giocato a Tokyo in Giappone su campi in sintetico indoor nel 1990 e cemento dal 1991 al 1996.
Il torneo è stato rimpiazzato dal Toyota Princess Cup.

## Montepremi
| Anno    | Montepremi |
| ------- | ---------- |
| 1990–92 | $350,000   |
| 1993    | $375,000   |
| 1994    | $400,000   |
| 1995    | $430,000   |
| 1996    | $450,000   |

## Albo d'oro

### Singolare
| Anno | Vincitrice              | Finalista               | Punteggio     |
| ---- | ----------------------- | ----------------------- | ------------- |
| 1990 | Mary Joe Fernández      | Amy Frazier             | 3–6, 6–2, 6–3 |
| 1991 | Monica Seles (1)        | Mary Joe Fernández      | 6–1, 6–1      |
| 1992 | Monica Seles (2)        | Gabriela Sabatini       | 6–2, 6–0      |
| 1993 | Amanda Coetzer          | Kimiko Date             | 6–3, 6–2      |
| 1994 | Arantxa Sánchez Vicario | Amy Frazier             | 6–1, 6–2      |
| 1995 | Mary Pierce             | Arantxa Sánchez Vicario | 6–3, 6–3      |
| 1996 | Monica Seles (3)        | Arantxa Sánchez Vicario | 6–1, 6–4      |

### Doppio
| Anno | Vincitrici                               | Finaliste                            | Punteggio     |
| ---- | ---------------------------------------- | ------------------------------------ | ------------- |
| 1990 | Mary Joe Fernández (1) Robin White (1)   | Gigi Fernández Martina Navrátilová   | 4–6, 6–3, 7–6 |
| 1991 | Mary Joe Fernández (2) Pam Shriver       | Carrie Cunningham Laura Gildemeister | 6–3, 6–3      |
| 1992 | Mary Joe Fernández (3) Robin White (2)   | Yayuk Basuki Nana Miyagi             | 6–4, 6–4      |
| 1993 | Lisa Raymond Chanda Rubin                | Amanda Coetzer Linda Wild            | 6–4, 6–1      |
| 1994 | Julie Halard Arantxa Sánchez Vicario     | Amy Frazier Rika Hiraki              | 6–1, 0–6, 6–1 |
| 1995 | Lindsay Davenport Mary Joe Fernández (4) | Amanda Coetzer Linda Wild            | 6–3, 6–2      |
| 1996 | Amanda Coetzer Mary Pierce               | Sung-Hee Park Shi-Ting Wang          | 6–1, 7–6      |